# Шумово замърсяване
Шумовото замърсяване е разпространението на шум с широко въздействие върху дейността на човека и животните, което в известна степен е вредно. Източници на външен шум обикновено са машините и транспорта. Неадекватното градоустройство може да доведе до шумово замърсяване. Например, построяването на промишлен комплекс в съседство до жилищен комплекс е предпоставка за шумово замърсяване у втория. Основни източници на шум в жилищните райони са силната музика, градския транспорт, строителните обекти, електрогенераторите и хората.
Документирани проблеми с шума в градска среда датират още от Древен Рим. Шумът се измерва в децибели (dB). Средната позволена стойност на шума за жилищни райони от Световната здравна организация е 50 dB. Изследванията сочат, че шумовото замърсяване е най-голямо в районите с етнически малцинства и ниски доходи.
Високите нива на шума могат да влияят на кръвоносната система у хората и да повишат риска от исхемична болест на сърцето. При животните, шумът може да увеличи смъртността, тъй като пречи както на хищниците, така и на плячката им, възпрепятства размножаването и придвижването им и допринася за влошаването на слуха им.
По данни на Европейската комисия, около 70 милиона европейци, живеещи в градски райони, страдат от повишено ниво на шума през нощта. Най-големият проблем е загубата на сън. Поради това, шумът може да се отрази и на работоспособността и да създаде проблеми на децата в училище. В България, към 2015 г. нивото на градския шум се измерва в 726 пункта в страната, като при повечето от тях се отчита завишено ниво на шума.